# Iresioides flavovittata
Iresioides flavovittata is een keversoort uit de familie van de boktorren (Cerambycidae). De wetenschappelijke naam van de soort werd in 1880 als Leptocera flavovittata gepubliceerd door Charles Owen Waterhouse.